# Annie Debie
Annie Debie (°Zaventem, 20 mei 1943) is een Belgische assemblagekunstenares. Ze maakt ook tekeningen en collages.
Ze heeft haar atelier in Boom.

## Biografie
Annie Debie studeerde plastische kunsten in Jette en werd daarna kunstenares. Zij beschouwt zichzelf echter als autodidact omdat ze van bij de aanvang van haar kunstenaarscarrière afstand heeft genomen van de traditionele schilder- en beeldhouwtechnieken en een eigen weg in de kunst heeft gezocht, aanvankelijk met textiel, maar die haar al heel vlug leidde naar de assemblagekunst.
In december 1963 hield ze samen met Camiel Van Breedam haar eerste tentoonstelling in de galerie Saint-Laurent in Brussel. Ze exposeerde er  maskers, poppen en tapijten.
Assemblages
Geleidelijk aan ging ze over naar assemblages. Ze vond haar inspiratie in de schoonheid van wegwerpproducten en afgedankte materialen en maakte er kunstvoorwerpen van. In het begin waren haar assemblages beperkt tot kleinere voorwerpen, waaronder muurkastjes,  bekleed met textiel en gevuld met afvalmateriaal, dat zij als relikwieën verwerkte. Het was de wereld van de man en de vrouw, leven, liefde en dood,  een soort inventaris van alles wat zij beleefde.
In 1964 kon ze deelnemen aan een baanbrekende tentoonstelling "Le retour des choses" in de galerie Saint-Laurent in Brussel, samen met Camiel Van Breedam, Paul Joostens, Remo Martini,  José Goemaere en Marcel Broodthaers. Elke kunstenaar kreeg er een  een kamer om assemblages met recyclagemateriaal te exposeren, voor Annie Debie was dat de zolder.
In 1965 begon ze met de verwerking van ledenpoppen bekleed met schelpen, knopen en andere gerecycleerde voorwerpen, die zoals steeds in haar werken een duidelijke verhalende boodschap meedroegen.
Phases
Ze werd lid van de internationale kunstgroep "Phases", een surrealistische beweging onder leiding van Edouard Jaguer. Met deze groep zou ze deelnemen aan verschillende tentoonstellingen waaronder in België in het Museum van Elsene in 1964 en 1974 en in het Museum van Schone Kunsten van Bergen in 1990.  In het buitenland exposeerde ze met "Phases" in 1968 en in 1972 in Rijsel ,nog in 1972 in Nice op de "retrospectieve van het surrealisme" en in 1978 in Bochum (Duitsland).
Ze maakte ook schilderijen op een architecturale wijze. Ook de kunst van de collages zal ze gedurende gans haar carrière beoefenen.
In 1969 behaalde ze de prijs van de "jonge Belgische Schilderkunst" om haar architecturale schilderijen met voorwerpen.
Haar autonome assemblagevoorwerpen werden geleidelijk complexere en krachtige constructies, waarin het intieme en het vrouwelijke uit haar vorige jaren verdween, maar het gevoelsaspect aanwezig bleef.  In "Gert en zjjn paardje" van 1970 rijdt de ledenpop op een paard met wieltjes.
Installaties
Vanaf 1974 ging ze assemblages in een grotere samenhang brengen, waardoor haar assemblages een "installatie" werden. Eén van belangrijkste installaties met assemblagekunst is "Het Laatste Avondmaal". Het ontstond in 1971, het werd in 1974 voor het eerst getoond en zou in de volgende decennia steeds aangevuld worden.
Eind jaren '70 tot begin jaren '80 was haar productiviteit eerder gering, maar ze bleef aanwezig op tentoonstellingen.
In 1985 trad ze opnieuw op de voorgrond met een project voor de 18e Middelheimbiënnale, de "autobiënnale". De met bloemen beschilderde auto, met paspoppen, een geraamte en een slang er in, verwees naar de jaren '60 en het fotorealisme.
In die periode bouwde ze het Het Laatste Avondmaal verder uit.
Haar stijl was ongewijzigd met haar vroegere jaren en zou geen fundamentele veranderingen meer kennen.
In de jaren '90 maakte ze vooral kleinere installaties  niet alleen in muurkaders, maar nu ook in andere recipiënten zoals een glazen bol, een glazen vogelhuisje of een aquarium.  De structuren waren dikwijls minder complex, maar de boodschap werd overheersend door inspirerende titels, soms woordspelingen, waardoor er een band gelegd wordt tussen beeld en woord. Zo brengt ze een inventaris van wat ze beleeft. Emoties en belevingen staan centraal. In elk werk schuilt een verhaal, een geschiedenis. In feite is het geheel van werken één groot verhaal van geboorte, leven, liefde en dood.
Deze stijl wordt in de jaren 2000 verdergezet, de assemblages zijn nu duidelijk minder complex met de glazen stolp als terugkerende recipiënt en assemblages op onvolledige paspoppen, maar de dadaïstische elementen die kenmerkend zijn voor haar stijl blijven.
Een aantal symbolisch geladen objecten duikt steeds weer op in haar creaties: de hand, de slang, de biljartbal, de spiegel, de schelp.

## Tentoonstellingen
Sinds 1960 neemt Annie Debie bijna jaarlijks deel aan één of meerdere tentoonstelingen in België of in het buitenland. Sinds 2007 zijn er regelmatig tentoonstellingen in de Verbeke Foundation in Kemzeke, waaronder in 2019 een retrospectieve op de wintertentoonstelling "Time within me" en de zomertentoonstelling van 2023. 
In 2020 exposeerde ze samen met Mothmeister in Boom.
Een volledig overzicht van de tentoonstellingen staat op de website van de kunstenares.